# Georg Friedrich Haas
Georg Friedrich Haas, född 16 augusti 1953 i Graz, är en österrikisk kompositör. Han har varit verksam som musikprofessor i Graz, Basel och New York, där han är bosatt sedan 2013. Han har komponerat ett knappt tiotal operor samt en stor mängd orkesterverk i olika format, inklusive Hyena (2016) skriven i samarbete med sin hustru Mollena Williams-Haas.
Haas räknas till de viktigare av samtida österrikiska kompositörer. I en omröstning 2017 hos Classic Voice toppade hans komposition "In Vain" listan bland de främsta verken inom konstmusiken sedan millennieskiftet.

## Biografi

### Uppväxt och karriär
Georg Friedrich Haas växte upp i Tschagguns i Vorarlberg. Han studerade komposition med Gösta Neuwirth och Iván Erőd, och piano med Doris Wolf vid Universität für Musik und darstellende Kunst Graz. Han blev 1978 lärare vid musikhögskolan i Graz, sedan 1989 som docent i kontrapunkt, nutida kompositionstekniker, analys och introduktion till mikrotonal musik. Haas är medgrundare till Die andere Seite, ett kollektiv för kompositörer i Graz. Han skrev under 1990-talet sin musik i en stuga i Fischbach i Steiermark.
Haas genomförde två år som doktorand vid Universität für Musik und darstellende Kunst Wien, under Friedrich Cerha, samt deltog tre gånger i Darmstädter Ferienkurse (1980, 1988 och 1990), liksom i datormusikkursen vid IRCAM 1991. 1992–1993 var han fellow vid Festspelen i Salzburg, 1992 tilldelades han Sandozpriset och 1995 ett musikstipendium från Österrikes kulturministerium. 2007 fick han motta Großer Österreichischer Staatspreis, den högsta nationella utmärkelsen inom musik.
Hans verk har satts upp som del av programmen på bland annat följande musikfestivaler: Wien Modern, Musikprotokoll (Graz), Witten, Huddersfield Contemporary Music Festival, Royaumont, Venedigbiennalen och Festival d'Automne (Paris), liksom under Darmstädter Ferienkurse och 2011 års festspel i Salzburg
Sedan 2013 har han fungerat som professor i komposition vid Columbia University i New York, efter att dessförinnan parallellt verkat som professor vid Hochschule für Musik i schweiziska Basel (sedan 2005) och vid Kunstuniversität i Graz.

### Komposition och stil
Haas stil påminner om den hos György Ligeti, i sitt användande av mikropolyfoni, mikrointervall och utnyttjandet av övertonsserier; han karaktäriseras ofta som en ledare inom spektralmusiken. Hans estetik är ledd av idén att musiken möjliggör "att artikulera en människas känslor och själstillstånd, så att andra människor kan omfatta dessa känslor och själstillstånd som sina egna." ("Emotionen und seelische Zustände von Menschen so zu formulieren, daß sie auch von anderen Menschen als die ihren angenommen werden können"). Han har sålunda förkastat intellektualismen hos delar av det moderna musikaliska avantgardet (såsom serialism och dekonstruktivism). Många av hans verk kännetecknas av en dov ton och känslomässig stämning.
Haas operor har kritiserats för att lyfta upp teman som lidande, sjukdom och död till en estetisk voyeurism. På samma sätt har hans orkesterverk jämförts med filmmusik.
Haas opera Morgen und Abend, till ett libretto av den norske librettisten Jon Fosse, beställdes i ett samarbete mellan Royal Opera House i London och Deutsche Oper Berlin. Den hade premiär på huvudscenen i Royal Opera House den 13 november 2015.

## Privatliv
Haas är den dominante partnern i en BDSM-relation med sin hustru, den amerikanska författaren, BDSM-föreläsaren och skådespelaren Mollena Williams-Haas. Hon har vid ett flertal tillfällen agerat vokalist eller berättare vid presentationer av Haas verk, inklusive koncertverket Hyena som är baserat på Williams-Haas eget liv. År 2016 publicerade The New York Times ett reportage om hans och hans hustrus relation.

## Verk
Haas har publicerat musikologiska artiklar om verk skrivna av Luigi Nono, Ivan Wyschnegradsky, Alois Hába, Pierre Boulez och Franz Schubert, inklusive:
- "Arc-en-ciel" op.37: Ivan Wyschnegradskys behutsame Annäherung an das Zwölftonintervall', i Horst-Peter Hesse (ed.), Mikrotöne IV. Kongressbericht über das 4. internationale Symposium "Mikrotonforschung, Musik mit Mikrotönen, ekmelische Musik", Salzburg, 2–5 maj 1991 (München: Nymphenburg, 1993) (Grundfragen der mikrotonalen Musik 2), pp. 79–82
- "Die Verwirklichung einer Utopie: Ultrachromatik und nicht-oktavierende Tonräume in Ivan Wyschnegradskys mikrotonalen Kompositionen", i Claus Ganter (ed.), Harmonik im 20. Jahrhundert (Vienna: WUV, 1993), pp. 87–100

### Operor
- Adolf Wölfli, kammaropera (Graz 1981)
- Nacht, kammaropera i 24 scener; libretto av kompositören efter texter av Friedrich Hölderlin (koncertframträdande i Bregenz 1996, uppsatt i Bregenz 1998)
- Die schöne Wunde, opera efter Franz Kafka, Edgar Allan Poe och andra (Bregenz 2003)
- Melancholia, opera i 3 delar; libretto av Jon Fosse efter dennes egen roman (Palais Garnier, Paris, 2008)
- Bluthaus, opera i 10 scener (komponerad november 2010); libretto av Klaus Händl; världspremiär april 2011, Schwetzingen Festival; premiär för reviderad version (45 minuter ny musik): Kampnagel, Hamburg, juni 2014.[23]
- Thomas, opera. Libretto av Klaus Händl; världspremiär maj 2013, Schwetzingen Festival
- Morgen und Abend. Libretto av Jon Fosse; världspremiär på Royal Opera House, 13 november 2015
- Koma. Libretto av Klaus Händl; världspremiär på Schwetzingen Festival, 27 maj 2016
  - KOMA, slutlig version. Libretto av Klaus Händl; världspremiär på Stadttheater Klagenfurt, 28 mars 2019

### Andra verk
- Sextet for 3 violas and 3 cellos (1982)
- Drei Hommages für einen Pianisten und zwei im Abstand eines Vierteltons gestimmte Klaviere (1985)
- ...Schatten...durch unausdenkliche Wälder för 2 pianon och 2 slagverkare (1992)
- Descendiendo för orkester (1993)
- ...., double concerto för dragspel, viola och kammarensemble (1994)
- ...Einklang freier Wesen... for various instrumentations, each titled ...aus freier Lust...verbunden... (1994)
- Nacht-Schatten (1994 Bregenz)
- Fremde Welten, concerto för piano och 20 stränginstrument (1997)
- Concerto for violin and orchestra (1998)
- String Quartet No.2 (1998)
- Nach-ruf...ent-gleitend... för ensemble (1999)
- Torso for större orkester efter den oavslutade Piano Sonata in C major, D.840 av Franz Schubert (1999–2000)
- in vain för 24 instrument (februari 2000)
- ...sodass ich's hernach mit einem Blick gleichsam wie ein schönes Bild... im Geist übersehe (2001)
- tria ex uno för ensemble (2001–2002)
- de terrae fine för violinsolo (2001)
- Blumenstück (2001)
- flow and friction för "Sechzehnteltonklavier", fyrhändigt (2001)
- String Quartet No.3 "In iij. Noct" (2003)
- Natures mortes för orkester och dragspel (UA Donaueschingen Festival 2003)
- String Quartet No.4 (2003)
- Opus 68 för större orkester efter Piano Sonata No.9 av Alexander Scriabin (2004)
- Concerto for cello and large orchestra (2004)
- Haiku för baryton och 10 instrument (2005)
- Ritual för 12 bastrummor och 3 blåsinstrumentensembler (2005)
- Sieben Klangräume (UA Salzburg 2005)
- ....... för viola och 6 röster (2006)
- Hyperion, Konzert für Lichtstimme und Orchester (UA Donaueschingen Festival 2006)
- Bruchstück för större orkester (2007)
- Concerto for piano and orchestra (2007)
- Les temps tiraillés för 2 violor, fagott och elektronik (2008)
- Concerto for baritone saxophone and orchestra (2008)
- antiphon för 2 kontrabasklarinetter (2008)
- ... und ... för kammarensemble och elektronik (2008–09)
- ... wie stille brannte das Licht för sopran och kammarensemble (eller piano) (2009)
- Unheimat för 19 stränginstrument (2009)
- Traum in des Sommers Nacht för orkester (2009)
- Arthur F. Becker (od. Buhr?) för 2 sångkvartetter, bassolo, klarinett, slagverk och cello (2009)
- La profondeur för 13 musiker (2009)
- ATTHIS för sopran och 8 instrument (eller för 8 instrument) (2009)
- fuga för 2 violiner (2009)
- limited approximations för 6 mikrotonalt stämda pianon och orkester (2010)
- "... damit ... die Geister der Menschen erhellt und ihr Verstand erleuchtet werden ..." för ensemble (2010)
- AUS.WEG för 8 instrument (2010)
- String Quartet No.6 (2010)
- String Quartet No.7 (2011)
- "Ich suchte, aber ich fand ihn nicht." för ensemble (2011)
- Duchcov för 44-stämmig kör (2011)
- chants oubliés för kammarorkester (2011)
- SCHWEIGEN: Fukushima för sopran och lyrisk sopran, Lampedusa för sopran och mezzosopran, Mlake / Laaken för lyrisk sopran och kontratenor (2011)
- Tetraedrite för orkester (2011–12)
- "... e finisci già?" för orkester (2011–12)
- Introduktion und Transsonation för 17 instrument och band (2012)
- Dido för sopran och strängkvartett (2012)
- Wohin bist du gegangen? för kör och 17 instrument (2012)
- Anachronism för ensemble (2013)
- dark dreams för orkester (2013)
- nocturno för kvinnlig kör och dragspel (eller piano) (2013)
- Tombeau [Fragmente aus dem Fragment KV 616a] för violin, cello och piano (2013)
- petit hommage à un grand maître för piano (2013)
- Concerto grosso no. 1 (2013)
- Concerto grosso no. 2 (2014)
- LAIR för strängkvartett (2014)
- String Quartet No.8 (2014)
- Saxophone Quartet (2014)
- 13 Bilder aus der Oper "Die schöne Wunde" för 6 röster och kammarorkester (2014)
- I can't breathe för trumpet (2015)
- Octet for 8 trombones (2015)
- Zugabe för orkester (2015)
- 3 Stücke für Mollena för kör och kammarorkester (2015–16)
- Trombone Concerto (2016)
- HYENA för solosång och kammarorkester (2016)
- Release för stränginstrument, harpa och piano (2016)
- String Quartet No.9 (2016)
- String Quartet No.10 (2016)
- das kleine ICH BIN ICH för talare och ensemble eller kammarorkester (2016)
- Violin concerto no. 2 (2017)
- ein kleines symphonisches Gedicht für Wolfgang för orkester (2017)
- Blumenwiese: 1 för saxofon, 2 för slagverk, 3 för piano, 4 för trumpet, 5 för violin, 6 för cello och 7 för dubbel bas, även spelad simultant (2017–20)
- framing... för klarinett, fagott, slagverk, piano, violin, viola och cello (2018)
- BTZM för strängkvartett (2018)
- catch as catch can för klarinett, cello och piano (2018)
- 2 Pieces: lunar eclipse och equinox för klarinett, cello och piano (2018)
- im Schatten der Harfen för ensemble (2018)
- Monolog für Graz för talare och ensemble (2018)
- the last minutes of inhumanity, en utopisk Charon-kantat för mezzosopran och orkester (2018), för orkester (2019)
- solstices för 10 instrument att spelas i fullständigt mörker (2018)
- Iguazú superior, antes de descender por la Garganta del Diablo för slagverkskvartett (2018), för 1–10 slagverk (2020)
- String Quartet No.11 (2019)
- Musiche per Matera för ensemble (2019)
- Sym-phonie MMXX, balett för orkester (2019)
- Hommage à Bridget Riley för ensemble (2019)
- Konzert für Klangwerk und Orchester för soloslagverk och orkester (2019)
- was mir Beethoven erzählt för violin, contraforte och orkester (2020)
- hope. för mässingsensemble och pukor (2020)
- Joshua Tree för orkester (2020)
- ...fließend... för ensemble (2020)